# Neomassarina
Neomassarina is een geslacht van schimmels behorend tot de familie Neomassarinaceae. De typesoort is Neomassarina thailandica.

## Soorten
Volgens Index Fungorum telt het geslacht drie soorten (peildatum februari 2022):
| Soortnaam                 | Auteur(s)                    | Publicatiejaar |
| ------------------------- | ---------------------------- | -------------- |
| Neomassarina chromolaenae | Mapook & K.D. Hyde           | 2020           |
| Neomassarina pandanicola  | Tibpromma & K.D. Hyde        | 2018           |
| Neomassarina thailandica  | Phook., Jayasiri & K.D. Hyde | 2016           |